# Маковичи (Волынская область)
Ма́ковичи (укр. Маковичі) — село в Турийской поселковой общине Ковельского района Волынской области Украины.
До 2020 года входило в Турийский район.
Код КОАТУУ — 0725582601. Население по переписи 2001 года составляет 273 человека. Почтовый индекс — 44863. Телефонный код — 3363. Занимает площадь 1,231 км².